# 日吉としやす
日吉 としやす（ひよし としやす、本名日吉 俊也、1948年5月19日 - ）は、日本の元子役、元俳優。東京都出身。日本大学芸術学部卒。

## 略歴
子役としてデビュー。役者としては主にスーパー戦隊シリーズにおける野球選手を演じることが多かった。現在は引退し不動産屋を経営している。引退後は、公の場には姿を見せていなかったが、2005年、『がんばれ! レッドビッキーズ』のDVD発売記念の座談会に出席した。

## 出演作品

### テレビ
- 月光仮面（1958年 - 1959年、繁）
- 遊星王子（1958年 - 1959年、誠）
- ガッツジュン（1971年、大野卓也）
- 高校教師 第20話「夏の日の恋と性」（1974年、津村）
- 若い!先生 第4話「ふたりだけの道どこまでも」（1974年、水木勝）
- 仮面ライダーシリーズ
  - 仮面ライダーストロンガー 第5話「ブラックサタンの学校給食!?」（1975年、三杉）
  - 仮面ライダーBLACK 第14話「マグロが消えた日」（1988年、熊倉太助）
- スーパー戦隊シリーズ
  - 秘密戦隊ゴレンジャー 第6話「赤い謎! スパイルートを海に追え」（1975年、イーグル隊員）
  - バトルフィーバーJ 第47話「怪! 謀略の草野球」（1979年、堀内豊）
  - 電子戦隊デンジマン 第17話「泣くな! 野球小僧」（1980年、草間投手）
  - 超電子バイオマン 第33話「出るか?! 新必殺技」（1984年、明立高校野球部監督）
- 江戸を斬るII（1975年 - 1976年、弥太）
- Gメン'75　第6話「コルト自動拳銃1911A1」（1975年）
- 宇宙鉄人キョーダイン 第28話「にげろ! 空飛ぶ人喰いビルデング」（1976年、鈴木）
- ご存知!女ねずみ小僧 第11話「雨戸の陰に誰かいる」（1977年、仙三）
- 大都会 PARTII 第21話「非常線突破」（1977年、巡査）
- 俺たちの朝 第47話「シドニーと燃える男とお先真ッ暗」（1977年11月6日、NTV / 東宝） - ユキオ
- がんばれ! レッドビッキーズ（1978年、石黒正人）
- 水戸黄門 第8部 第26話「うぐいす春風剣 -中津-」（1978年1月9日）
- 大空港 （1979年）
  - 第26話「真実の愛 空港ホテル殺人事件の謎を追え!」（矢沢一郎）
  - 第35話「衝撃の無差別殺人!」（島本五郎）
- 少女探偵スーパーW（1979年、春田）
- ザ・スーパーガール（1979年）
  - 第2話「ピンクの肌は現ナマに燃えた」
  - 第9話「新婚初夜の異常な出来事」
- 燃えろアタック 第26話「対決した幼なじみ」他　準レギュラー（1979年）
- それゆけ!レッドビッキーズ（1980年 - 1982年、石坂進）
- 土曜ワイド劇場「おくのほそ道花の旅」（1984年）

### 映画
- 浮雲（1955年）
- 大利根の対決（1955年）
- サラリーマン 目白三平（1955年、次男）
- くちづけ（1955年、宏）
- 彼奴を逃すな（1956年、キイ坊）
- 目白三平物語 うちの女房（1957年、冬木（次男））
- 鞍馬天狗 角兵衛獅子（1957年）
- 鞍馬天狗 御用盗異聞
- おトラさん（1957年、日之江タツオ）
- サザエさんの青春（1957年、男の子）
- 金語楼の成金王（1958年、山口一郎）
- おトラさんのホームラン（1958年、日之江タツオ）
- 目白三平物語 女房の顔の巻（1958年、目白冬木）
- 目白三平物語 亭主のためいきの巻（1958年、目白冬木）
- 血と砂（1965年、佐伯（ピッコロ））